# ويليام إم. كالدر
ويليام إم. كالدر هو سياسي أمريكي، ولد في 3 مارس 1869 في بروكلين في الولايات المتحدة، وتوفي بنفس المكان في 3 مارس 1945. نشط حزبياً في الحزب الجمهوري.

## مناصب
- انتخب عضو مجلس الشيوخ الأمريكي [الإنجليزية]‏ عن دائرة مقعد مجلس الشيوخ من الدرجة الأولى في نيويورك ‏ وقد انضم خلال فترته النيابية [الإنجليزية]‏ (4 مارس 1921 – 4 مارس 1923) للكتلة البرلمانية الحزب الجمهوري.
- انتخب عضو مجلس الشيوخ الأمريكي [الإنجليزية]‏ عن دائرة مقعد مجلس الشيوخ من الدرجة الأولى في نيويورك ‏ وقد انضم خلال فترته النيابية [الإنجليزية]‏ (4 مارس 1919 – 4 مارس 1921) للكتلة البرلمانية الحزب الجمهوري.
- انتخب عضو مجلس الشيوخ الأمريكي [الإنجليزية]‏ عن دائرة مقعد مجلس الشيوخ من الدرجة الأولى في نيويورك ‏ وقد انضم خلال فترته النيابية [الإنجليزية]‏ (4 مارس 1917 – 4 مارس 1919) للكتلة البرلمانية الحزب الجمهوري.
- انتخب عضو مجلس النواب الأمريكي [الإنجليزية]‏.